# Johannes Bryngelsson
Johannes Bryngelsson, född 15 april 1758 i Sexdrega socken, död 1806, var en västgötsk spelman och nämndeman. Han är främst känd för sin bevarade notbok från 1774, som ingår i den så kallade Sexdregasamlingen.

## Biografi
Bryngelsson föddes på Lilla Lalarps gård i Sexdrega som enda barn till Bryngel Håkansson och Märta Andersdotter. Gården var en av de större i socknen, och fadern var från slutet av 1760-talet kyrkvärd tillsammans med Bryngelssons blivande svärfar Torsten Bengtsson i Billeberg. Båda var även ledamöter i sockenstämman.
År 1785 utsågs han till rotemästare i Ringstads rote. Han gifte sig år 1789 med Kersti Torstensdotter (1769– ?).De fick två barn tillsammans. Vid faderns död 1793 hade Bryngelsson troligen redan tagit över gården. Johannes Bryngelsson avled 1806 i kolik, 48 år gammal, med titeln nämndeman.

## Notbok
Bryngelssons notbok är daterad till 1774, då han var 16 år gammal. Den inleds med grundläggande musiklära och dess tillämpning på fiol, följt av cirka 160 låtar. Musikteorin kan enligt forskare ha förmedlats av församlingens klockare, som vid denna tid ofta ansvarade kyrkomusik och barnundervisning.
Notboken troligen skrevs under en relativt kort period, då årtalet 1775 anges redan två tredjedelar in i boken, till skillnad från många andra notböcker som fylldes på under decennier.